# Gametrailers
Gametrailers.com är en webbplats specialiserad på att distribuera förhandsvisningar och trailrar relaterade till datorspel. Webbplatsen grundades av Geoff Grotz och Brandon Jones 2003.
Den 8 februari 2016 meddelades det på Twitter och Facebook att Gametrailers skulle stänga ned efter 13 år.